# Khmer Rumdo
Khmer Rumdo (tiếng Khmer: ខ្មែររំដោះ; nghĩa là Khmer Giải Phóng) là một trong nhiều nhóm du kích hoạt động trong phạm vi biên giới Campuchia trong cuộc nội chiến Campuchia 1970-1975. Họ là một phần của Mặt trận Dân tộc Thống nhất Campuchia (Front Uni National du Kampuchea, viết tắt FUNK), một hiệp hội giữa Hoàng thân Norodom Sihanouk, người đã bị lật đổ khỏi quyền lực qua cuộc đảo chính năm 1970 và các lực lượng cộng sản.

## Lịch sử
Mặc dù ranh giới giữa các phe phái khác nhau có một chút xáo trộn, Khmer Rumdo thường được xác định là những thành phần trên danh nghĩa trung thành với Hoàng thân Sihanouk nhưng đồng thời họ cũng thuộc cánh tả và được sự hỗ trợ tích cực của Việt Nam Dân chủ Cộng hòa (Bắc Việt).
Khmer Rumdo bắt nguồn từ một phần trong lịch sử của Đảng Cộng sản Campuchia và phong trào Khmer Issarak (Khmer Độc Lập) ban đầu. Nhiều người trong số những người cộng sản Campuchia đã sớm có liên kết chặt chẽ với Việt Minh, được Đảng Cộng sản Việt Nam giúp huấn luyện và hỗ trợ và trong nhiều trường hợp còn ủng hộ Sihanouk như là nhân vật của sự thống nhất quốc gia. Những cán bộ này vẫn nắm giữ các chức vụ cấp cao trong nhiều khu vực phía đông sông Mê Kông và gần biên giới Việt Nam. Do đó, lực lượng Khmer Rumdo được tuyển mộ chủ yếu ở miền đông đất nước.
Khác với các lực lượng trung thành đường lối cứng rắn của phe Trung tâm trong Đảng Cộng sản Campuchia, thế lực mạnh nhất ở miền tây và tây nam, thường được các quan sát viên châu Âu và Mỹ gọi là Khmer Đỏ (tên gọi ban đầu do Sihanouk đặt ra để chỉ cộng sản Campuchia nói chung). Phe Trung tâm đứng đầu bởi Saloth Sar, Son Sen và Ieng Sary với hệ tư tưởng dân tộc chủ nghĩa cực đoan, tỏ vẻ không muốn hợp tác với Việt Nam mà chủ yếu nhận sự hỗ trợ từ phía Trung Quốc; đồng thời ra sức chống đối Sihanouk, xem ông như là nhân vật đại diện cho chế độ phong kiến. Có những bản báo cáo định kỳ về các cuộc đụng độ giữa một bên là quân đội phe "Trung tâm" và các lực lượng miền Đông được sự hỗ trợ của Quân đội Nhân dân Việt Nam, mặt khác dù cả hai phe phối hợp nỗ lực của họ để chống lại Lực lượng Vũ trang Quốc gia Khmer (FANK), lực lượng vũ trang chính quy của nước Cộng hòa Khmer dưới chế độ Lon Nol.
Vào lúc ban đầu của cuộc nội chiến, Khmer Rumdo được coi là thành phần mạnh hơn trong các lực lượng đối lập Campuchia chống lại Lon Nol. Tháng 8 năm 1971, quan chức chính phủ nước Cộng hòa Khmer In Tam ước tính những người nổi dậy thuộc phe không Việt Nam vào khoảng 10.000 người: trong số này, ông đã buộc phải thừa nhận rằng chỉ có 4000 người là đúng "Khmer Đỏ" thật sự, số còn lại đều thuộc phe Sihanouk và những người Khmer chiến đấu chống lại "sự chiếm đóng của Đế quốc Mỹ". Sau chuyến viếng thăm của Sihanouk vào năm 1973 đến vùng giải phóng, nơi ông được chào đón với lời ủng hộ từ tầng lớp nông dân, phe Trung tâm đã bắt đầu âm thầm loại bỏ cả cán bộ thân Sihanouk và Việt Nam ra khỏi bộ máy chính quyền tại các vùng mà họ kiểm soát. Đến năm 1974, có báo cáo nói rằng các lực lượng trung thành với phe Trung tâm đã sử dụng thuật ngữ Khmer Krahom nghĩa là Khmer Đỏ để xác nhận chính họ, chứ không còn là Khmer Rumdo nữa.
Thời gian trôi qua đã có báo cáo rằng Khmer Rumdo là trong một số trường hợp trực tiếp tham gia vào các hoạt động chống lại chính quyền Khmer Đỏ trong "vùng giải phóng". Có ít nhất ba sự biến xảy ra tại Quân khu 35 (thuộc tỉnh Kampot) vào cuối năm 1973, khi lực lượng Khmer Rumdo tham gia vào hành động chống lại quân đội Đảng Cộng sản cứng rắn và tập hợp nông dân phản đối cán bộ Đảng cố trưng thu vụ lúa. Tới đầu năm 1974, lực lượng ủng hộ Sihanouk lớn mạnh được cho rằng đã cố gắng giành quyền kiểm soát quân sự các tuyến quốc lộ trên địa bàn tỉnh. Tại vùng 37 ở khu Tây, 742 binh sĩ Khmer Rumdo đầu hàng đồng loạt chế độ Lon Nol vào tháng 3 năm 1974, tuyên bố họ là một phần của lực lượng mười ngàn người sẽ quy thuận nếu Lon Nol ban cho họ quyền tự chủ hoạt động để thực hiện cuộc chiến chống lại đối thủ Đảng Cộng sản nhưng đã bị từ chối.

## Chính quyền miền đông Campuchia 1970-1975
Những báo cáo thu được từ những người tị nạn nói rằng không chỉ các lực lượng miền đông, dưới sự chỉ huy của Chan Chakrey, trang phục khác hẳn Khmer Đỏ (họ mặc bộ quân phục dã chiến màu xanh lá cây chứ không phải là quần áo nông dân màu đen được binh lính Khmer Đỏ sử dụng) nhưng trong khu vực họ kiểm soát thì họ cư xử với chừng mực đáng kể (bắt sĩ quan FANK, ví dụ như chỉ đơn thuần là ra lệnh thực hiện lao động, chứ không xử tử trong trường hợp này đối với Khmer Đỏ). Ngoài ra còn có bằng chứng cho thấy có sự tự do tôn giáo và kinh tế ở mức độ lớn hơn được phép trong khu vực phía đông, ngay cả sau khi chế độ Lon Nol sụp đổ vào năm 1975.

## Thanh trừng sau 1975
Các nhà lãnh đạo cấp cao của Khmer Đỏ đã công khai phối hợp với Sihanouk trước năm 1970 và trong Mặt trận Thống nhất đều bị sát hại (như trong trường hợp của Hou Yon và Hu Nim) hoặc cách ly (như trong trường hợp của Khieu Samphan) sau khi thành lập nhà nước Campuchia Dân chủ.
Khu Đông đã bị Đảng Trung tâm thanh trừng vào các năm 1976-1977. Chakrey  bị hành quyết trong trại tạm giam Tuol Sleng vào năm 1976, ông được xem là viên chức cao cấp đầu tiên được gửi vào đây; trong khi So Phim, bí thư Khu Đông bị buộc phải tự sát. Một số cán bộ Khu Đông bị lật đổ như Heng Samrin về sau sẽ tiếp tục lãnh đạo nước Cộng hòa nhân dân Campuchia sau cuộc chiến tranh biên giới Tây Nam 1978-1979.    